# Micrófono de cristal
El micrófono de cristal basa su principio de funcionamiento en el fenómeno que presentan ciertos cristales, en virtud del cual, al deformarlos por la acción de una compresión, tracción o doblamiento, generan entre sus superficies una tensión eléctrica. Dicho fenómeno se conoce por el nombre de piezoelectricidad.
El diafragma está formado por dos placas de cristal de cuarzo que cuando actúa una onda sonora hace que se doblen y generen tensión eléctrica.
El diagrama polar del micrófono de cristal es omnidireccional.
Como ventajas más destacables cabe citar su bajo precio y su elevada sensibilidad (1mV/µbar).
No obstante tiene grandes inconvenientes porque es muy frágil y, además, se ve afectado por los cambios de humedad y temperatura. La calidad sonora, si bien es aceptable para la palabra, no resulta apropiada para la música, ya que su curva de respuesta, que abarca de unos 80 Hz a los 16 kHz, es irregular.